# Къща музей „Панайот Волов“
Къщата музей „Панайот Волов“ е музей в Шумен. Тя е най-старата запазена постройка в града. Част от структурата на Регионален исторически музей – Шумен.

## История
Семейство Волови се установяват в тази къща около 1858 г. Построена е от местен овчар в Овчарската махала, в края на Шумен. Представлява едноетажна постройка, разположена в дъното на двор, с много дървета, сред които над 150-годишен орех. Левият преден край е чардакът, настлан с големи тухли. Двете жилищни помещения – къщи и соба са със сходно оформление. На източната страна на къщата е прилепена дамакинска постройка – лятна кухня с пещ. Конструкцията на къщата е примитивна. Стените са паянтови, от кирпич с плет и глина. Архитектурната украса е скромна.

## Експозиция
През 1966 г. къщата е реставрирана и превърната в музей. Официалното откриване е на 7 юни 1966 г. – денят на Волов. Първият уредник на музея е Иван Ангелов Поповски от София. Първоначално фотодокументалната експозиция на Къщата музей е разположена и в трите помещения на дома. По-късно в едната стая се подрежда битова експозиция. По повод 100-годишнината от Априлското въстание е построена отделна съвременна сграда за експозиционна зала. В нея е подредена фотодокументална експозиця за живота и делото на Панайот Волови с Априлското въстание в IV Революционен окръг. Тя е открита тържествено на 7 юни 1976 г. В битовата експозиция са представени медни домашни съдове, тъкани от XIX в. и други автентични материали.